# Manono (Demokratska Republika Kongo)
Manono je grad i teritorija u provinciji Tanganjika, Demokratska Republika Kongo.

## Istorija
Manono je bio ozbiljno pogođen Drugim ratom u Kongu (1998-2003), pri čemu su mnoge zgrade uništene. Pobunjenici Mitinga za kongoanske demokratije i savezničke ruandske vojnike su preuzeli kontrolu nad Manonom 1999. godine. Hidroelektrana je generisala struju, a grad je imao pivaru koja je snabdevala okolinu; oba postrojenja su uništena tokom rata.
UN su izvršile razoružavanje 2008. godine, nudeći da prihvate oružje u zamenu za bicikl. Ova shema je bila uspešna u uklanjanju oružja. Manono je kasnije bio pogođen Katanškom pobunom; do 2014/15, Gedeon Kjungu Mutanga, vođa pobunjeničke grupe Maj Maj Kata Katanga, delovao je u toj oblasti pre nego što se relocirao. Elementi njegove grupe nastavili su da deluju na teritoriji Manona. U novembru 2021. godine, tri komandanta i 169 militanata Maj Maj Bakata Katanga predali su se vladi u Manonovom sektoru Mpijana.

## Lokacija, ekonomija i kultura
Manono leži na zapadnoj obali reke Lukuši, pritoke reke Luvua. Grad je rečna luka, sa baržama koje dovoze teret iz Lubumbašija. Manono je takođe povezan sa napuštenom železničkom linijom do Mujumbe. Grad se nalazi duž nacionalnog puta 33 (N33) i regionalnog puta 628 (R628).
Ekonomska aktivnost je usredsređena na rudarstvo, sa okolinom koja sadrži oko 100 miliona tona minerala, uključujući spodumen (litijum), kolumbit, kalaj i tantalit. Preduzeće Geomajns je otpočelo rudarske radove 1915. godine. Rudnik Manono-Kitolo radio je skoro neprekidno do kasnih 1970-ih, prvo u okviru Geomajnsa, a kasnije unutar Kongo-Etajna i Zajretajna. U ovom periodu izvađeno je oko 180.000 tona rude kasiterita.
Kolaps svetske cene kalaja 1980-ih godina ozbiljno je pogodio privredu grada. Međutim, od 2017. su u toku istraživanja litijumskih minerala i kalaja u istorijskom rudniku kalaja u regionu Manono – Kitotolo, sa preko 100 miliona dolara koje je australijska rudarska kompanija AVZ potrošila za pomoć razvoju rudnika i šireg regiona.
Grad opslužuje Aerodrom Manono. Manono ima katedralu koju su sagradili belgijski misionari, a koja je bila teško oštećena tokom rata.

## Klima
Manono ima tropsku savansku klumu (Kepen: Aw).
| Klima Manona               | Klima Manona | Klima Manona | Klima Manona | Klima Manona | Klima Manona | Klima Manona | Klima Manona | Klima Manona | Klima Manona | Klima Manona | Klima Manona | Klima Manona | Klima Manona  |
| Pokazatelj \ Mesec         | .Jan.        | .Feb.        | .Mar.        | .Apr.        | .Maj.        | .Jun.        | .Jul.        | .Avg.        | .Sep.        | .Okt.        | .Nov.        | .Dec.        | .God.         |
| -------------------------- | ------------ | ------------ | ------------ | ------------ | ------------ | ------------ | ------------ | ------------ | ------------ | ------------ | ------------ | ------------ | ------------- |
| Prosek, °C (°F)            | 25,0 (77)    | 25,2 (77,4)  | 25,7 (78,3)  | 25,8 (78,4)  | 25,4 (77,7)  | 24,2 (75,6)  | 24,4 (75,9)  | 25,5 (77,9)  | 26,5 (79,7)  | 26,1 (79)    | 25,2 (77,4)  | 24,8 (76,6)  | 25,3 (77,5)   |
| Količina padavina, mm (in) | 172 (6,77)   | 146 (5,75)   | 199 (7,83)   | 122 (4,8)    | 17 (0,67)    | 2 (0,08)     | 0 (0)        | 6 (0,24)     | 44 (1,73)    | 90 (3,54)    | 161 (6,34)   | 181 (7,13)   | 1,140 (44,88) |
| Izvor: Climate-Data.org    |              |              |              |              |              |              |              |              |              |              |              |              |               |